# Nautanwa
Nautanwa är en ort i Indien.   Den ligger i distriktet Maharajganj och delstaten Uttar Pradesh, i den nordöstra delen av landet, 600 km öster om huvudstaden New Delhi. Nautanwa ligger 105 meter över havet och antalet invånare är 32 587.
Terrängen runt Nautanwa är mycket platt. Runt Nautanwa är det tätbefolkat, med 659 invånare per kvadratkilometer. Det finns inga andra samhällen i närheten. Trakten runt Nautanwa består till största delen av jordbruksmark.